# Aistė Gedvilienė
Aistė Gedvilienė (* 17. September 1985 in Kaunas) ist eine litauische konservative Politikerin.

## Leben
Von 1992 bis 2003 absolvierte Aistė das Milikoniai-Gymnasium in ihrer Heimatstadt Kaunas und studierte von
1992 bis 2003 an der Fakultät für Sozialwissenschaften der Kauno technologijos universitetas. Von 2004 bis 2008 absolvierte sie das Bachelorstudium der Rechtswissenschaft an der Fakultät für Sozialpolitik der Mykolo Romerio universitetas in der litauischen Hauptstadt Vilnius. Von 2008 bis 2010 arbeitete sie in der Verwaltung der Rajongemeinde Kaunas und von 2010 bis 2012 als Gehilfin am Sozial- und Arbeitsministerium der Republik Litauen. Seit dem 9. Juli 2019 ist sie Seimas-Mitglied (nach der EP-Wahl).
Sie ist Mitglied der Tėvynės sąjunga – Lietuvos krikščionys demokratai.

## Familie
Sie ist verheiratet und hat eine Tochter.